# Schwannove stanice
Schwannove stanice su glavne glijalne stanice perifernog živčanog sustava koje sudjeluju u mijelinizaciji perifernih aksona pri čemu jedan akson mijelinizira samo jedna Schwannova stanica dok oligodendrociti u središnjem živčanom sustavu mijeliniziraju više aksona. Što je neki periferni akson deblji, to je omotan s više nabora Schwannove stanice.

## Građa perifernog aksona i uloga Schwannove stanice
Mijelinska ovojnica ovija akson od početnog odsječka pa sve do njegovog završnog razgranjenja. Isprekidana je, a mjesta prekida su tzv. Ranvierova suženja ili čvorovi preko kojih je membrana aksona u izravnom dodiru s izvanstaničnom tekućinom što je bitno za brzo i skokovito vođenje akcijskih potencijala. Odsječci mijelina između dva Ranvierova suženja (tj. čvora) su internodalni segmenti, a u perifernom živčanom sustavu svaki internodalni segment mijelina izgrađuje jedna Schwannova stanica prekrivena bazalnom membranom. Uz jedan periferni akson poredano je u nizu onoliko Schwannovih stanica koliko na aksonu ima internodalnih segmenata. Schwannove stanice svojom citoplazmom ovijaju i nemijelinizirane periferne aksone (aksoni leže u žljebovima Schwannovih stanica, obično svaki akson u zasebnom žlijebu, a jedna Schwannova stanica tako ovija 5 do 20 aksona). 
Na poprečnom presjeku, mijelinska ovojnica internodalnog segmenta sastoji se od koncentričnih spiralnih slojeva mijelina. Na vanjskoj strani ovojnice, spirala završava kao vanjski mezakson (lat. mesaxon externum), a na unutarnjoj strani ovojnice, uz akson, spirala završava kao unutarnji mezakson (lat. mesaxon internum). Nadalje, ovojnica se sastoji od niza izmjeničnih crta - glavnih crta (lat. linea principalis) i tankih interperiodnih crta (lat. linea interperiodica).

## Nastanak i građa mijelinske ovojnice
Građu mijelinske ovojnice najbolje razumijemo kroz promatranje njenog razvoj. Periferni akson prvo se smjesti u žlijeb citoplazme Schwannove stanice pa se rubovi ili usne žlijeba počnu produljivati, spoje se i oblikuju mesaxon u kojem se priljube vanjske površine stanične membrane obje usne. Jedna usna ostaje na površini (i oblikuje mesaxon externum), a druga se pod nju podvuče, dalje raste i spiralno ovija akson pa kad napravi puni krug, nastaje mesaxon internum. Nakon što akson bude ovijen s tri do četiri puna kruga, iz produžetaka Schwannove stanice počne se istiskivati citoplazma, a citosolne strane dva dijela membrane se priljubljuju i tako započinje nastanak kompaktnog mijelina. Intraperiodna crta je mjesto stapanja vanjskih površina dvaju dijelova stanične membrane, a glavna crta je mjesto stapanja citosolnih površina dvaju dijelova stanične membrane. U slučaju Schwannove stanice, citoplazma (nakon dovršene mijelinizacije) preostaje samo u malom području oko jezgre, a mali džepovi citoplazme mogu se naći i unutar same ovojnice i to su Schmidt-Lantermannovi usjeci. Ranvierov čvor slično je građen i u središnjem i u perifernom živčanom sustavu. Pločice (lamellae) mijelinske ovojnice završavaju uz čvor (lat. paranodus). Pritom prvo završe unutarnje pločice, a najbliže rubu čvora se smjeste vanjske pločice. Dok su područja Ranvierovih čvorova u SŽS-u ogoljela, u PŽS-u ih prekrivaju interdigitacije prstastih produljaka citoplazme susjednih Schwannovih stanica.